# Cầu Krungthep
Cầu Krungthep (tiếng Thái: สะพานกรุงเทพ, RTGS: Saphan Krung Thep, phát âm [sā.pʰāːn krūŋ tʰêːp]) là một cầu cất (cầu kéo) xoay trên sông Chao Phraya ở Bangkok, Thái Lan. Nó được xây dựng bởi Fuji Car Manufacturing Co., Ltd, với kinh phí 31.912.500 baht.
Tình trạng tắc nghẽn nghiêm trọng trên cầu đã dẫn đến việc xây dựng Cầu Rama III 6 làn xe gần đó.

## Hình ảnh

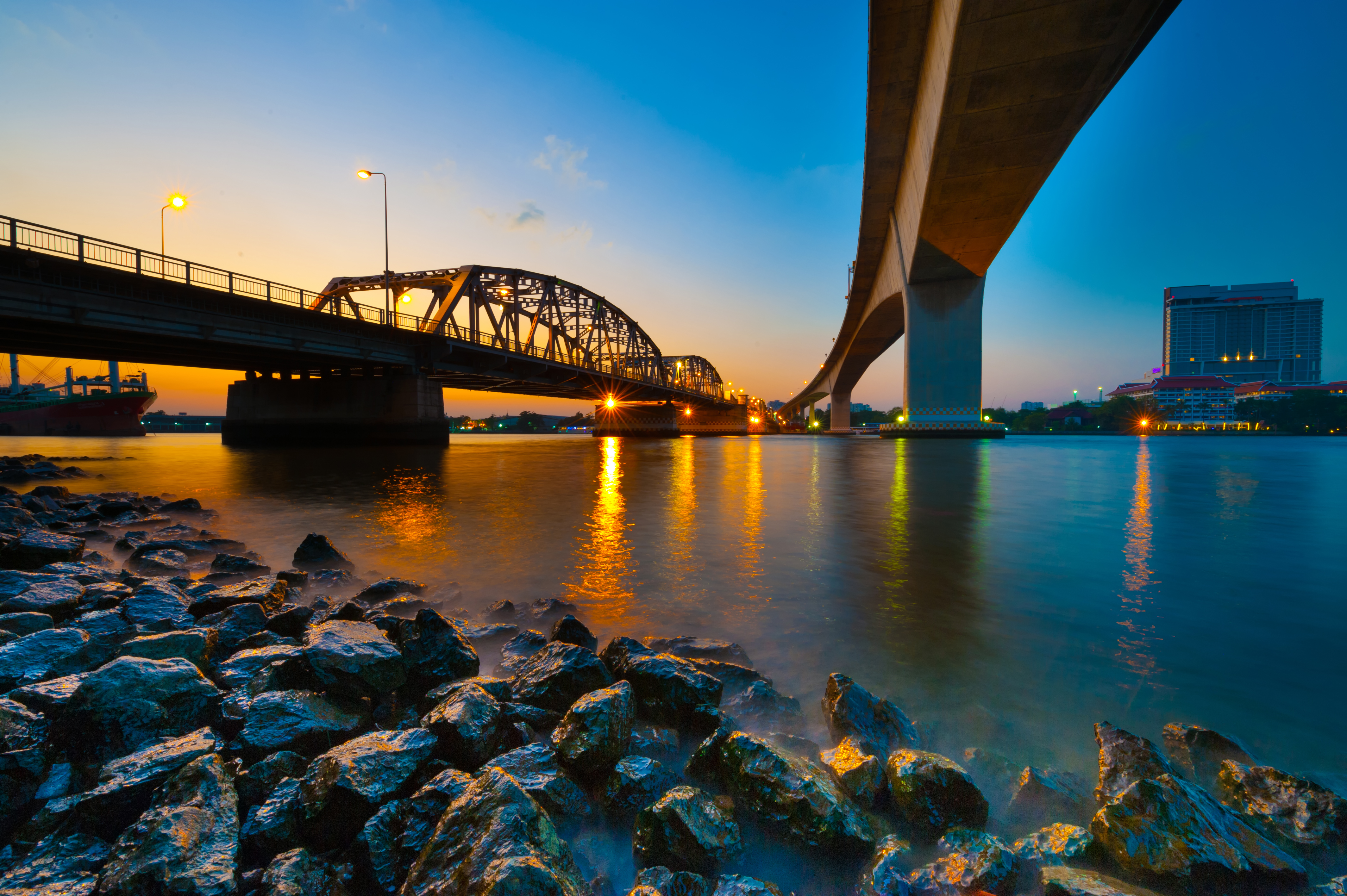
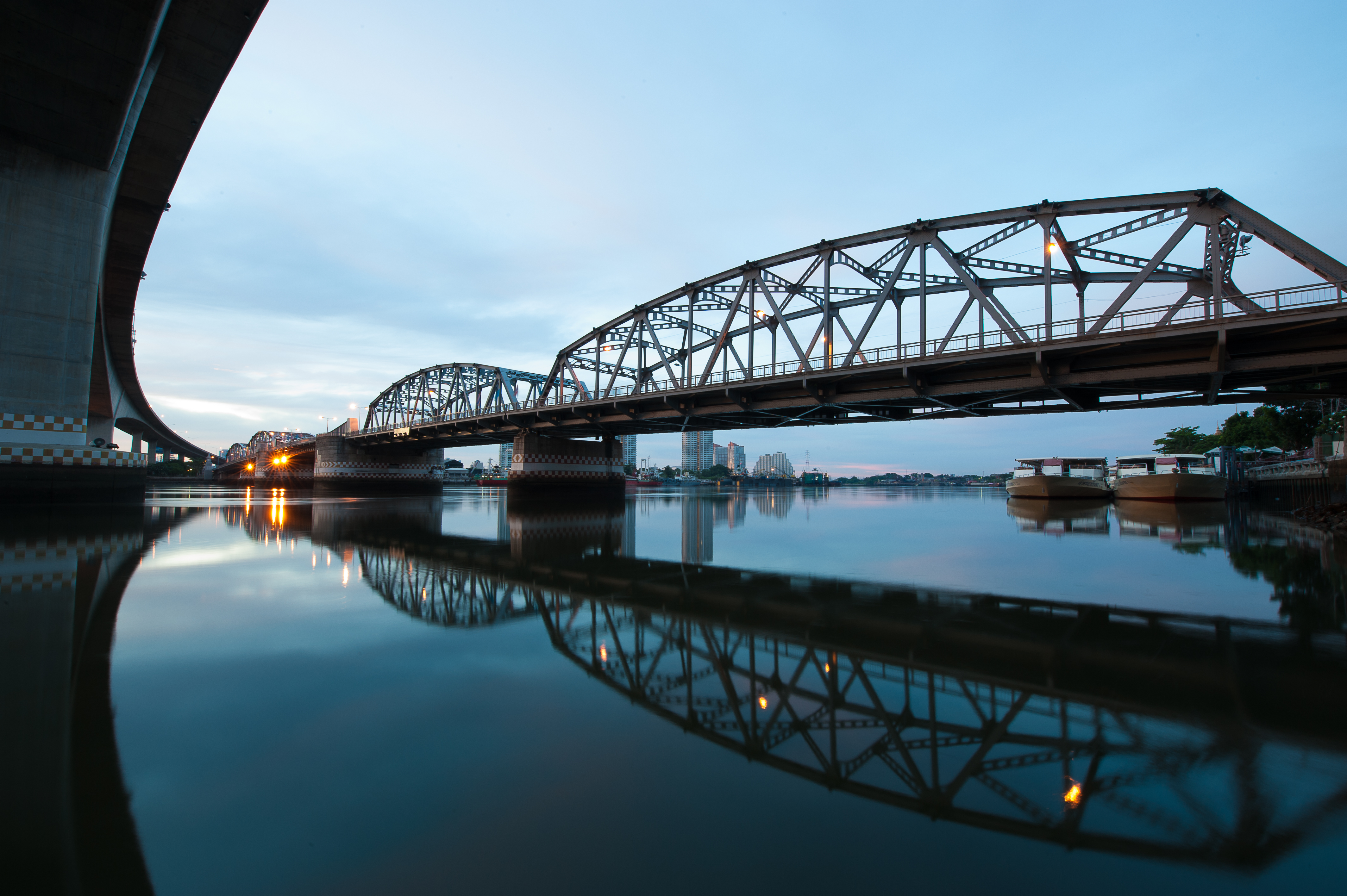
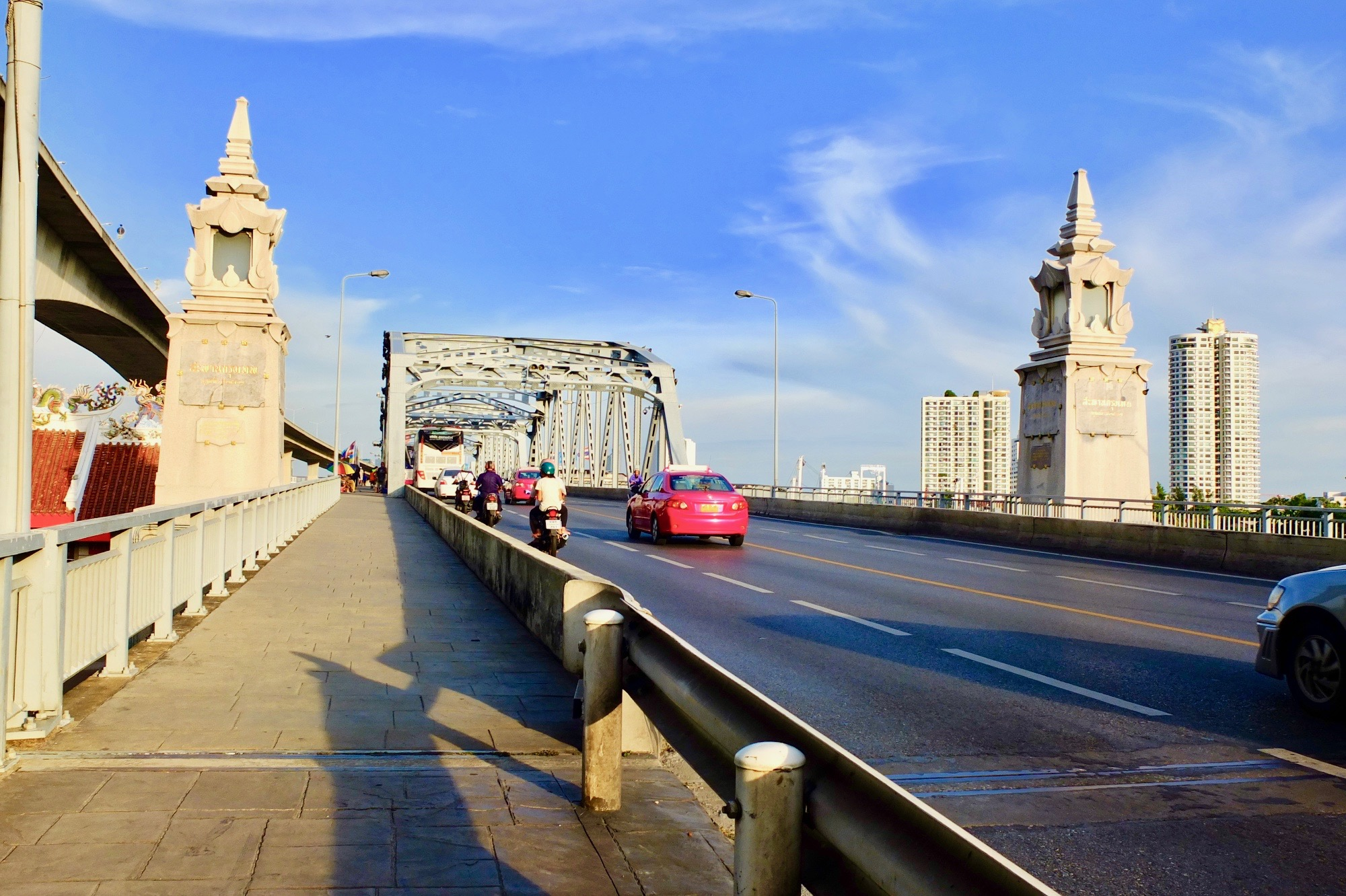
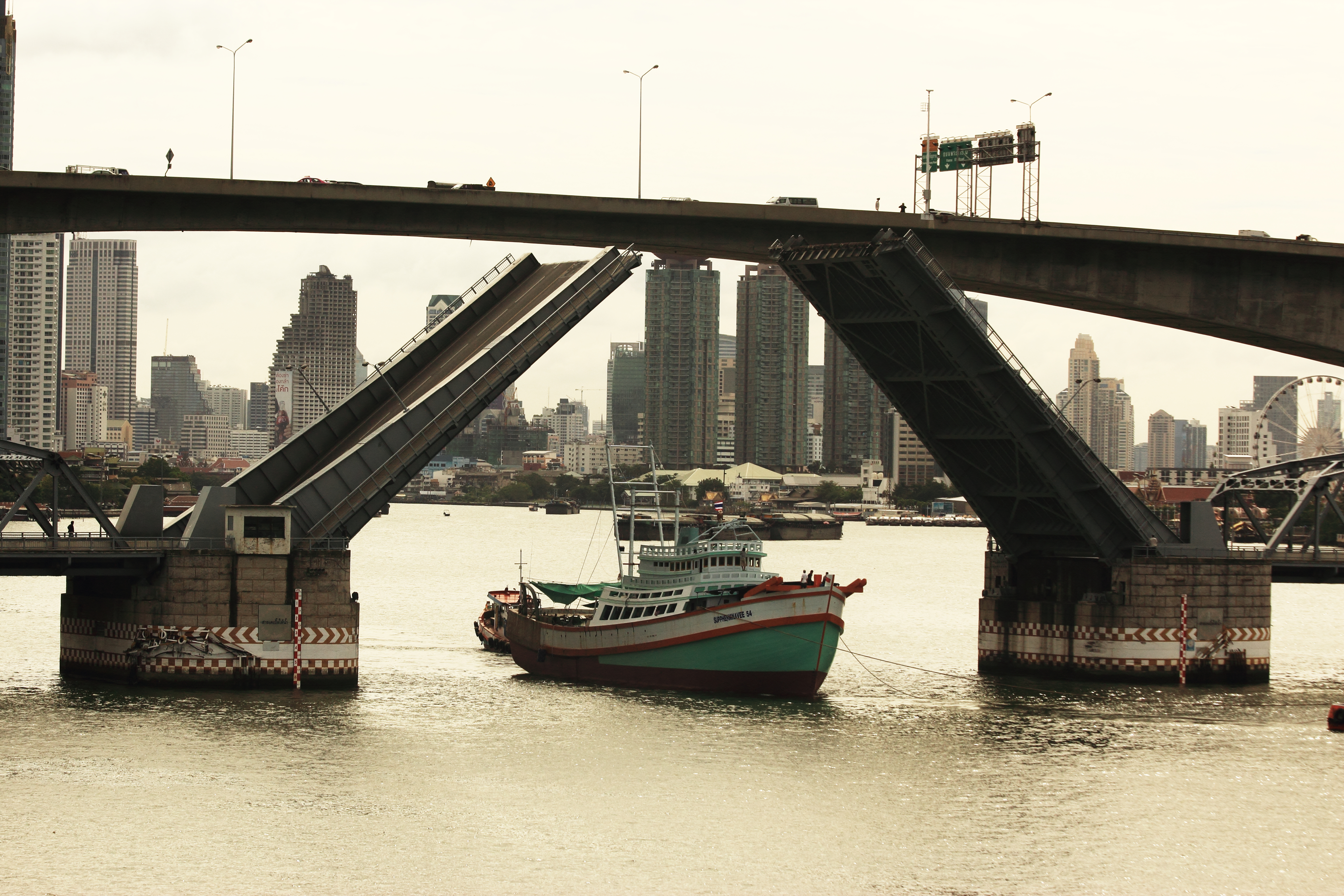